# Billy McKeag
William McKeag, conosciuto con il diminutivo Billy (Belfast, 18 settembre 1945), è un ex calciatore nordirlandese, di ruolo difensore.

## Carriera

### Club
McKeag giocò quasi tutta la carriera agonistica nel Glentoran, società con cui vinse tra le tante competizioni cinque campionati nordirlandesi. Con il suo club prese parte a quattro edizioni della Coppa Campioni, giocandovi sei incontri. Inoltre giocò anche due incontri nella Coppa UEFA 1971-1972 e due nella Coppa delle Coppe 1973-1974, competizione nella quale raggiunse con il suo club i quarti di finale del torneo.
Nell'estate 1967 il club nordirlandese disputò il campionato nordamericano organizzato dalla United Soccer Association: accadde infatti che tale campionato fu disputato da formazioni europee e sudamericane per conto delle franchigie ufficialmente iscritte al campionato, che per ragioni di tempo non avevano potuto allestire le proprie squadre. Il Glentoran rappresentò i Detroit Cougars, e chiuse al quarto posto della Eastern Division, non qualificandosi per la finale.

### Nazionale
McKeag giocò due incontri con la nazionale di calcio dell'Irlanda del Nord nel Torneo Interbritannico 1968, chiuso al quarto ed ultimo posto.

### Cronologia presenze e reti in Nazionale
| Cronologia completa delle presenze e delle reti in nazionale ― Irlanda del Nord | Cronologia completa delle presenze e delle reti in nazionale ― Irlanda del Nord | Cronologia completa delle presenze e delle reti in nazionale ― Irlanda del Nord | Cronologia completa delle presenze e delle reti in nazionale ― Irlanda del Nord | Cronologia completa delle presenze e delle reti in nazionale ― Irlanda del Nord | Cronologia completa delle presenze e delle reti in nazionale ― Irlanda del Nord | Cronologia completa delle presenze e delle reti in nazionale ― Irlanda del Nord | Cronologia completa delle presenze e delle reti in nazionale ― Irlanda del Nord |
| Data                                                                            | Città                                                                           | In casa                                                                         | Risultato                                                                       | Ospiti                                                                          | Competizione                                                                    | Reti                                                                            | Note                                                                            |
| ------------------------------------------------------------------------------- | ------------------------------------------------------------------------------- | ------------------------------------------------------------------------------- | ------------------------------------------------------------------------------- | ------------------------------------------------------------------------------- | ------------------------------------------------------------------------------- | ------------------------------------------------------------------------------- | ------------------------------------------------------------------------------- |
| 21-10-1967                                                                      | Belfast                                                                         | Irlanda del Nord                                                                | 1 – 0                                                                           | Scozia                                                                          | Torneo Interbritannico 1968                                                     | -                                                                               |                                                                                 |
| 28-2-1968                                                                       | Wrexham                                                                         | Galles                                                                          | 2 – 0                                                                           | Irlanda del Nord                                                                | Torneo Interbritannico 1968                                                     | -                                                                               |                                                                                 |
| Totale                                                                          |                                                                                 | Presenze                                                                        | 2                                                                               |                                                                                 | Reti                                                                            | 0                                                                               |                                                                                 |

## Palmarès
- Campionato nordirlandese di calcio: 5

Glentoran: 1967, 1968, 1970, 1972, 1977
- Irish Cup: 2

Glentoran: 1966, 1973
- Gold Cup (Irlanda del Nord): 3

Glentoran: 1966, 1977, 1978
- Ulster Cup: 2

Glentoran: 1967, 1977
- City Cup: 5

Glentoran: 1965, 1967, 1970, 1973, 1975
- County Antrim Shield: 3

Glentoran: 1968, 1971, 1978